# Voice of EARTH
『Voice of EARTH』（ボイス・オブ・アース）は、チベット族中国人女性歌手alanの1枚目のアルバム。中国向け日本語版は『地球之声』、中国語版は『心的東方』。2009年3月4日にavex traxから発売された。

## 概要
- 2009年3月4日にavex traxよりリリース。DVD付き版あり。
- アルバムのテーマは『地球』。
- 本作にはalanが初めて作曲を担当した楽曲「Together」を収録している（初回仕様のみ収録）。また、初回仕様には四川省のブックレット（8P）もついてくる。
- DVDにはこれまで発表してきた楽曲のプロモーションビデオが収録されている。『合唱 懐かしい未来〜longing future〜』については、DVD初収録。
- タワーレコード発売の限定盤には、「RED CLIFF 〜心・戦〜（Modern Rock Version）」を収録したCD（後述）、オリジナル外付スリーブ、オリジナルポスターを付属している。特典は初回盤・通常盤共通であり、収録曲も通常仕様と同じ。
- 中国向け日本語版は2010年1月10日に発売。歌詞は日本語。

## 収録曲

### CD
作曲：菊池一仁 (1-8,10-12,14) / 編曲：中野雄太 (2-6,13-15)
1. 天女 〜interlude〜
編曲：菊池一仁・Tatsugoo
制作者の意図により歌詞の掲載はいたしておりません。
2. 明日への讃歌
作詞：野島伸司
3. 空唄
作詞：岩里祐穂
4. 懐かしい未来〜longing future〜
作詞：大貫妙子
5. ひとつ
作詞：吉元由美
6. 風の手紙
作詞：岩里祐穂
7. BRAVE
作詞：川鍋ゆみ、編曲：h-wonder
8. 夢のガーデン
作詞：川鍋ゆみ、編曲：ats-
9. 群青の谷
作詞・作曲：Cocco、編曲：tasuku
10. My Friend
作詞：kenko-p、編曲：tasuku
11. Liberty
作詞：岩里祐穂、編曲：SHiNTA
12. 月がわたし
作詞：菊池一仁、編曲：ats-
13. RED CLIFF〜心・戦〜
作詞：松井五郎、作曲：岩代太郎
14. 恵みの雨
作詞：古内東子
15. Together ※初回限定盤のみ収録
作詞：松井美樹、作曲：alan

### DVD
1. intro
2. 明日への讃歌 (Music Clip)
3. ひとつ (Music Clip)
4. 懐かしい未来 〜longing future〜 (Music Clip)
5. 空唄 (Music Clip)
6. 風の手紙 (Music Clip)
7. RED CLIFF 〜心・戦〜 (Music Clip)
8. 恵みの雨 (Music Clip)
9. 群青の谷 (Music Clip)
10. 合唱 [懐かしい未来 〜longing future〜] (Music Clip)
11. Together (Music Clip) ※初回限定盤のみ収録
12. outro 群青の谷 Making Video

### 特典CD
1. RED CLIFF 〜心・戦〜（Modern Rock Version）
作詞：松井五郎／作曲：岩代太郎／編曲：中野雄太
『真・三國無双5 Special』のCMで使用されたアレンジのフルコーラス版。ただし、CMにおいて使われたものとは異なったアレンジが施されている。
初回限定盤・通常盤問わず、タワーレコードの初回特典として付属する。

## タイアップ
| 曲名                           | タイアップ | 備考                     |
| ------------------------------ | --- | ------------------------ |
| 懐かしい未来〜longing future〜 | NHK『地球エコ 2008 SAVE THE FUTURE』イメージソング、『地球エコ 2009 SAVE THE FUTURE』イメージソング、『地球エコ 2010 SAVE THE FUTURE』イメージソング | 3rdシングル。            |
| 群青の谷                       | エムティーアイ『music.jp』CMソング、読売テレビ、日本テレビ系列『情報ライブ ミヤネ屋』エンディングテーマ                                              | 8thシングル。            |
| Liberty                        | CX系列ドラマ『非婚同盟』主題歌 | CX系列のドラマの主題歌。 |
| 月がわたし                     | めいほうぐるーぷ企業CMソング |                          |
| RED CLIFF〜心・戦〜            | 東宝東和・エイベックス・エンタテインメント配給映画『RED CLIFF』主題歌                                                                                | 6thシングル。            |